# Luis Solo de Zaldívar Alemparte
Luis Domingo Solo de Zaldívar Alemparte; (Los Ángeles, 1844-Santiago, 1906). Militar y político conservador chileno. Hijo de Domingo Solo de Zaldívar Rivera y de Milagros Alemparte. Contrajo matrimonio con Isabel Solo de Zaldívar Lynch.

## Actividades profesionales
Hizo sus estudios primarios en Concepción, para ingresar a la Escuela Militar en 1864, con el grado de subteniente.
Realizó campañas militares en Arauco hasta 1874. Participó del Combate de Coipué (26 de abril de 1868) y en el asalto de los Llanos de Angol (28 de enero de 1869). Durante la Guerra del Pacífico participó en las campañas contra Perú y Bolivia, combatiendo en el combate de Pisagua (1879), la batalla de Tacna (1880) y la batalla de Chorrillos y Miraflores (1881).

## Actividades políticas
Miembro del Partido Conservador, fue elegido Diputado por Angol, Traiguén y Collipulli (1891-1894), formando parte de la comisión permanente de Guerra y Marina. 
Nombrado Intendente de la provincia de Malleco (1894-1899) y asesor del Ministerio de Guerra y Marina (1900).